# Kiến (Phật giáo)
Kiến (zh. 見, sa. dṛṣṭi, darśana, pi. diṭṭhi, dassana) nghĩa là "thấy" nhưng được sử dụng theo nhiều cách khác nhau như:
I. Kiến dịch từ chữ dṛṣṭi ngoài nghĩa "thấy" ra cũng có nghĩa là quan niệm, kiến giải; nếu danh từ Dṛṣṭi đứng một mình thì phần lớn được hiểu là "tà kiến" quan niệm sai lầm. Người ta phân biệt nhiều loại tà kiến và chia chúng ra nhiều nhóm khác nhau theo hệ số như 2, 3, 4, 5, 7, 10 và 16 kiến, trong đó hệ thống Nhị kiến, Tam kiến, Tứ kiến và Thất kiến quan trọng hơn hết:
- Nhị kiến:

1. Hữu kiến: cho tất cả là có thật;
2. Vô kiến: tà kiến thiên về không, hư vô.

- Tam kiến:

1. Cho rằng sự việc xảy ra không có nguyên nhân;
2. Cho rằng đời sống tuyệt đối vô ích;
3. Vô kiến, tin tưởng vào một quan điểm hư vô.

- Tứ kiến:

1. Nhất, nghĩa là chỉ có một, tất cả đều như nhau;
2. Dị, tất cả đều khác nhau, không cái nào giống cái nào;
3. Thường kiến, cho rằng tất cả đều thường còn, vĩnh viễn;
4. Đoạn kiến, không thường còn.

- Thất kiến:

1. Ngã kiến, tin có một tự Ngã (sa. ātman);
2. Phủ nhận quy luật nhân quả (Nghiệp, sa. karma);
3. Thường kiến, tin nơi sự trường tồn bất biến;
4. Đoạn kiến, tin vào sự huỷ diệt;
5. Giới cấm thủ kiến, bám giữ nơi Giới luật;
6. Quả đạo kiến, nhận lầm một ác nghiệp là một thiện nghiệp;
7. Nghi kiến, nghi ngờ về các chân lý do Phật tuyên giảng.

II. Kiến dịch từ chữ darśana và được dùng chung với một danh từ khác như Kiến đạo (sa. darśana-mārga); chỉ cách nhìn dựa trên lý luận minh triết, có khả năng loại bỏ Ái, đoạn được Nghi hoặc. Nhờ chính kiến mà hành giả có thể hiểu được Tứ diệu đế, từ bậc Tuỳ pháp hành (sa. dharmānusārin) hoặc Tuỳ tín hành (sa. śraddhānusārin) trở thành một bậc Dự lưu (sa. śrotāpanna).